# Jakob Schmidberger
Jakob Schmidberger (ur. 1895, zm. ?) – zbrodniarz hitlerowski, dowódca oddziałów wartowniczych w Mühldorf – podobozie KL Dachau i SS-Scharführer.
Od 1 października 1944 do 30 kwietnia 1945 był w Mühldorf dowódcą oddziałów wartowniczych SS, które pełniły służbę w poza obrębem obozu głównego. Miał pod sobą 20 strażników, którzy każdego dnia nadzorowali ponad 500 więźniów. Brał również udział w ewakuacji Mühldorf, która objęła ok. 1500–2000 więźniów. Wielokrotnie katował więźniów na różne sposoby.
Schmidberger został osądzony w procesie załogi Mühldorf przez amerykański Trybunał Wojskowy w Dachau. Skazano go na 20 lat pozbawienia wolności. Więzienie w Landsbergu opuścił 14 grudnia 1951.